# SWM G01
SWM G01 — компактний кросовер, що випускається з 2018 року китайським брендом SWM компанії Shineray.

## Історія
Модель була представлена в 2018 році, влітку надійшла у продаж у Китаї. У травні 2019 року був випущений покращений варіант під назвою G01 F-Edition, що відрізняється обвісом і повністю зміненим дизайном передньої частини та обвісом, оздобленням салону та кращим оснащенням.
Привід – лише передній. Підвіска – і передня та задня – незалежні. Оснащується бензиновим турбомотором 1.5 л потужністю 156 л. с. працюючим у пер з 6-ступінчастою «механікою» або 7-ступінчастим «роботом» з двома зчепленнями.
На домашньому ринку Китаю ціни на G01 варіюються від 79 900 до 147 900 юанів, версія F продається за ціною від 95 900 до 125 900 юанів. В Італії Cirelli Motor Company продає G01F під назвою Cirelli 3. Назва моделі є очевидним відсиланням до BMW X3 (G01) , який для китайського ринку виготовляє спільне підприємство SWM, Brilliance, через інше спільне підприємство BMW Brilliance. 

## Безпека
Навіть за китайським краш-тестом С-NCAP, проведеним у 2018 році (тобто за «м'якими» правилами, до більш об'єктивної методики 2020 року), модель отримала лише дві зірки. 